# Orazero
Gli Orazero sono un gruppo musicale italiano, che vide la partecipazione di Luciano Ligabue.

## Storia
Il gruppo si forma nel 1984 composto da:
- Alberto "Imo" Imovilli - (batteria)
- Roberto "Bobby" Bartolucci - (basso)
- Paolo "Sisi" Signorelli - (chitarra)
- Bruno "Trico" Pederzoli - (Chitarra e armonica)

### Gli inizi
A San Martino in Rio (RE), tra il 1985 e il 1986, Alberto Imovilli, Roberto Bartolucci e Paolo Signorelli partecipano alla preparazione di un musical dal vivo. Questa esperienza li convince a formare un gruppo di genere rock. In seguito, il desiderio di passare dalle cover a composizioni inedite, spinge il gruppo a cercare un autore di canzoni.

### L'entrata di Luciano Ligabue
Nel luglio del 1986 Imovilli, tramite un'amica di Correggio (RE), viene alla conoscenza di Luciano Ligabue, che in quel periodo collaborava come speaker a Studio 6, una stazione radio locale. Nella sala prove, una stalla dismessa a Lemizzone, frazione di Correggio, viene fondato il gruppo. Per la mancanza di un chitarrista, Ligabue presenta Bruno Pederzoli per l'accompagnamento da affiancare a Sisi (Paolo Signorelli) che diventava così chitarra solista. Vengono introdotti anche Claudio Maioli, amico di Luciano, come manager e Bruno Imovilli come "tecnico".
L'8 febbraio 1987 avviene il debutto nella sala Lucio Lombardo Radice di Correggio, i cui pezzi suonati appartengono per la maggior parte al repertorio di Ligabue. Si decide di adottare il nome di Orazero, titolo di un loro brano, che si riferisce al "momento in cui ognuno di noi si può trovare, un momento nel quale scatta l'ora zero, l'ora degli eroi, l'ora che non capita quasi mai" e Claudio Maioli cura la grafica del logo e del primo volantino.

### Il primo album
La svolta avviene nel 1988 presso il Marabù, una discoteca di Reggio Emilia dove si tiene la finale del Terremoto Rock, un concorso per artisti emergenti. Ligabue e Orazero vincono il primo premio: l'incisione di un 45 giri per il quale scelsero le canzoni Anime in plexiglass e Bar Mario. Nello stesso locale, il 28 e 29 novembre 1988, Ligabue & Orazero parteciparono al 1º concorso nazionale per gruppi musicali di base Anagrumba Rockottantotto: i primi otto classificati sarebbero stati inclusi in una compilation in vinile registrata dal vivo. Ligabue & Orazero non vincono la manifestazione, ma entrano nella compilation con il brano El Gringo.

### Lo scioglimento
La band comincia a sgretolarsi per motivazioni personali e lavorative, e per scelte che ogni membro del gruppo cominciò a porsi, allontanandosi sempre più dall'armonia degli inizi e, decidono di sciogliersi amichevolmente. L'ultimo concerto si tiene il 1º maggio 1989 davanti al Bar Tubino a Correggio. Nel 1993, durante il raduno del fan club di Ligabue (presso la discoteca Italghisa di Reggio Emilia) gli Orazero fanno una breve comparsa nella loro formazione originaria.

### La reunion
Il 1º novembre 2003, al Palasport di Modena per il 12º Raduno suonano tutti coloro che avevano collaborato con Ligabue, quindi anche gli Orazero, come prima band ufficiale.
Nel gruppo Sisy e Bobby suonavano ancora insieme, Trico con alcuni amici e Imo aveva smesso da tempo. Si presentano solo questi ultimi due, improvvisando un concerto di chitarra, batteria e percussioni.
Qualche tempo dopo al gruppo si riunisce anche Bobby. Gli Orazero si completano con Claudio Mariani alla chitarra elettrica e Mattia de Medici per chitarra e violino. Il primo concerto della nuova formazione si svolge a Montecchio Emilia il 12 luglio 2006 ai Campionati Mondiali Antirazzisti di calcetto, presentandosi con materiale proprio.
Marco Gherpelli entra nel gruppo nel 2009 per sostituire Mattia De Medici, e incidono un singolo prodotto dallo stesso Ligabue: Non ce n'è più. Viene presentato il 6 gennaio 2010 al 14º raduno del fan club di Ligabue, dopo un'assenza di cinque anni. In seguito nella formazione subentra Filippo Poli. Gli Orazero tornano sui palchi nel 2011 con il concerto-evento del 16 luglio 2011 Campovolo 2.0.